# Українське Видавництво в Катеринославі
Українське Видавництво в Катеринославі — засноване Євгеном Вировим у 1917 році. 1919 року перенесене до Відня, згодом у Ляйпціґ, Берлін і Прагу. Видало (до 1925 року) близько 50 книжок, переважно для дітей і юнацтва, букварі, читанки й граматики української мови, словники, популярно-наукові брошури тощо.

## Видання
- Кащенко А. Славні побратими. — Відень—Катеринослав : Українське Видавництво в Катеринославі, 1919. — 39 с.